# 미나와촌
미나와촌(三縄村)은 도쿠시마현 미요시군에 설치되었던 촌이다. 현재의 미요시시에 해당한다.